# جيرارد يبس
جيرارد يبس لوت (بالإنجليزية: Gerard Yepes Laut)‏ (من مواليد 25 أغسطس 2002) هو لاعب كرة قدم محترف إسباني يلعب كلاعب خط وسط لنادي سامبدوريا الإيطالي.

## المسيرة الكروية
وقع جيرارد مع أكاديمية الشباب في سامبدوريا في عام 2018.